# Narratív pénzügyi tervezés
A narratív (eseményalapú) pénzügyi tervezés a vállalati pénzügyi tervezés egy új módszertana, melynek célja a pénzügyi tervek esemény alapon történő modellezése, szemben az időszak alapon történő tervezéssel.
A narratív pénzügyi tervezés egy olyan jövőorientált, adatvezérelt, dinamikus folyamatokat elemző döntéstámogató módszertan, mely lehetővé teszi, hogy a vállalati tervezés során az elemzők és a vezetők változó jövőképeket kezeljenek, és a cég egészét érintő összefüggésekben vizsgálják a vállalatot érintő potenciális eseményeket.
A narratív pénzügyi tervezés modelljét a vállalati pénzügyi tervező keretrendszert fejlesztő magyar-svájci központú KnowledgeSeed vállalat dolgozta ki 2019-ben.

## Eseményalapú, nem időszakos tervezés
A narratív pénzügyi tervezési módszertan használata során egyedi események tervezése történik vállalati pénzügyi tervezők által, olyan formában, hogy azok integrálhatóak legyenek az átfogó vállalati (pénzügyi) tervezési modellbe, és kombinálhatóak legyenek egymással.
Az  időszakalapú tervezéssel ellentétben nem a mérési paraméterek (pl. bevétel, profit, stb.) állnak a középpontban, hanem az azokat befolyásoló események. Az egyes események hatásai tetszőleges részletességgel kidolgozhatók, a rendelkezésre álló erőforrások és az események jelentőségének függvényében. Az eseményalapú pénzügyi tervezés megvalósításához célspecifikus technológiai megoldásokra is szükség van, azonban a hangsúly az alapelvek alkalmazásán nyugszik.

## A narratív tervezés alapelvei
- “Mi lesz, ha?” a “Mi lesz?” helyett: A narratív tervezési modellben a pénzügyi jövőkép összefüggéseiben tervezhető, nem csak mérési pontok halmazaként. Minden jövőbeni állapotot leíró értéknek egyértelműen visszakövethetőnek kell lennie, hogy miből és hogyan következik.
- Belső és külső fókuszú tervezés. A narratív pénzügyi tervezés az üzleti intelligencia magas fokú alkalmazása, a külső, nem befolyásolható események modellbe történő integrálásával. A narratív tervezés során a külső változókat is ugyanúgy kell tervezni,[2] mint a vállalat belső mutatóit. A piac többi szereplőjének és a tágabb gazdasági környezetnek a viselkedése is modellezhető, a minél konzisztensebb és pontosabb tervezéshez. A narratív modell a külső tényezőket is konzisztensen kezeli és prediktálja a tervezési modellbe. A pénzügyi tervek így dinamikusan tudják követni a külső környezet megváltozását.
- Vizualizált, idővonalon történő tervezés: a tervezési modellek magasabb szintjeit vizualizálva, áttekinthetően jeleníti meg. A pénzügyi tervezők által készített táblázatok alkalmasak nagy mennyiségű adat gyors bevitelére, grafikonokon pedig áttekinthető néhány változó időbeli alakulása. Ezek részletgazdagságában viszont elvesznek a háttérben zajló események. A narratív pénzügyi tervezéskor vizuális felületen ábrázolhatók a magas szintű folyamatok áttekinthető formában.
- Valós idejű szerkeszthetőség: a narratív pénzügyi tervezési módszertan alkalmazása során olyan szoftveres megoldásokat kell alkalmazni, melyek valós időben aktualizált pénzügyi tervezést biztosítanak.  A tervek így folyamatosan frissülnek a már bekövetkezett eseményekkel és az azokból származó tény adatokkal.

## Narratív modell előnyei
- Változékonyság kezelésére alkalmas modell. Az időszakalapú, lineáris pénzügyi tervezési folyamat lassú, munkaigényes, ráadásul sok esetben merev, rugalmatlan terveket eredményez. Az eseményalapú tervezés nem csak pár önálló (worst case, best case) szcenárió kiszámolását biztosítja, hanem ezeket tetszőlegesen kombinálva, végtelen számú, dinamikusan változó jövőkép kialakítását.
- A természetes emberi gondolkodást modellezi: az eseményalapú megközelítés az emberi gondolkodási sémákkal összhangban áll, míg az időszakalapú tervezés - mikor táblázatokban változóknak adnak értékeket egyes időszakokra - erős absztrakciós képességeket igényel.
- A pénzügyi tervek módosítására fordított erőforrások csökkennek: a magasan képzett elemzőknek elegendő az alap tervet és az eseményeket kidolgozni, amelyekből a vizuális felületeket használva, a vezetők a döntéshozatali folyamatok során valós időben további verziókat képezhetnek, az értékek pedig automatikusan számolódnak.

A narratív tervezés lehetővé teszi, hogy a döntéselőkészítő viták során a pénzügyi tervezési modellt dinamikusan és egyszerűen vizsgálják és - ha kell - módosítsák, az eredményeket pedig valós időben és áttekinthető módon értelmezzék.

## Angol és magyar nyelvű források
- A dynamic vision in corporate planning
- Maturity levels of corporate planning
- Narratív pénzügyi tervezéssel modellezhető a jövő
- Szoftver- Narratív pénzügyi tervezés
- KnowledgeSeed: Narratív pénzügyi tervezéssel modellezhető a jövő